# NGC 7248
NGC 7248 este o galaxie situată în constelația Șopârla. A fost descoperită în 8 noiembrie 1790 de către William Herschel. Se află la o distanță de 65 de megaparseci de Pământ.